# アンドレ・ジョルジュ・コラー
アンドレ・ジョルジュ・コラー（André Georges Corap, 1878年1月15日 - 1953年8月15日）は、フランス陸軍の軍人で最終階級は陸軍上級大将。第二次世界大戦では1940年5月フランス戦役の重大局面であったスダン突破（fr:Percée de Sedan）においてフランス軍指揮官として重要な立場にあった。
コラーは1878年1月に仕立屋の息子としてウール県ポン＝オードメール（fr:Pont-Audemer）で生まれる。

## 軍歴
1889年、コラーはサン・シール陸軍士官学校を学生総代として卒業し、アルジェリア狙撃兵（fr:Tirailleurs algériens）の将校として任官することを選んだ。そしてモロッコおよびアルジェリアにて植民地軍士官として勤務し軍歴を重ねる。1905年、陸軍大学校（fr:École de guerre）に入校する。
1914年、ズアーブ兵大尉に昇進する。第一次世界大戦では主に参謀本部で勤務する。この間、フェルディナン・フォッシュ将軍そしてフィリップ・ペタン将軍の下で活動する。
第3次リーフ戦争では1926年に反乱軍指導者であるカーディー・アブド・エル・クリムの捕獲に尽力する。
1929年4月28日にコラーは陸軍少将に昇進し、1933年9月6日に陸軍中将に、そして2年も経たない1935年4月30日に陸軍大将(général commandant de corps d'armée)に昇進している。
1937年にアミアンの第2軍管区司令官に着任する。その後、第二次世界大戦に突入しまやかし戦争の間である1940年1月に一時的措置として陸軍上級大将(général commandant d'armée)に昇格し第9軍司令官となる。
コラーはアルデンヌの森のフランス側地区を守備を命じられ、1940年5月13日時点ではドンシュリー（fr:Donchery）交差点付近にあるバル橋（Pont-à-Bar）を離れ、コラーはシャルル・アンツィジェール将軍と共にスダン突破（fr:Percée de Sedan）を戦う事になり、国境突出部の先にあるベルギーのディナンまで部隊を前進展開させる。 
しかし、指揮下のフランス軍部隊は予備役兵から成っており前方進出は限界点に達していた。ドイツ軍はアンツィジェールの第2軍とコラーの第9軍の境界線を突く形で進撃してきた。突進してくるドイツ軍のA軍集団の機甲部隊を押しとどめることが出来ずスダンの保持は困難となった。これ以降、中央は圧倒され右翼もそうなると見られた。コラーはベルギー＝フランス国境に近いジャンブルーとジヴェの間に脅威を察知し、隷下の機動予備隊を国境沿いの要塞線まで撤退させベルギー軍および第1軍と共に戦うよう命じた。この機動は第1軍とベルギー軍にジャンブルーの放棄を強いることになる。特に、5月13日から14日にかけてブルジクール（fr:Boulzicourt）に居た第53歩兵師団に対して発したちぐはぐな命令の結果、この部隊は戦わずして崩壊した。第53歩兵師団は13日夕方に北へ移動しムーズ川に沿って防衛線を敷けとしたが、同日22時には東へ移動しアルデンヌ運河の沿って防衛線を敷くように、深夜には再び北へ機動するよう命じられ、この命令はその日のうちに取り消されアルデンヌ運河へ移動を命じるといった混乱した状態となっていた。5月15日、スヘルデ川左岸に撤退する。このムーズ戦線崩壊の責任を問われ5月15日にコラーはアンリ・ジロー将軍と交代することになる。5月19日に上級司令部の命により司令官職を解任・更迭される。コラーは参謀本部に脆弱性に関する無駄、不十分な人員と装備について報告する機会を失う。
そして休戦成立後の1940年7月1日、予備役に編入される。